# Leichensee
Der Leichensee ist ein See im Gemeindegebiet von Löcknitz im Landkreis Vorpommern-Greifswald (Mecklenburg-Vorpommern). Seine Fläche beträgt etwa 2,6 Hektar. Er liegt in der Nähe des mit 44,4 Hektar Fläche deutlich größeren Löcknitzer Sees. Das Gewässer hat einen Abfluss zur Randow, die – in Anlehnung an den Namen des Sees – als Totengraben bezeichnet wird.
Am südlichen Ufer befinden sich Reste eines slawischen Burgwalls, des Retziner Burgwalls.

## Trivia
Der Sage nach erhielt der Leichensee seinen Namen, da die Raubritter des am See liegenden Schlosses die Körper ihrer ausgeraubten Opfer dort versenkt haben sollen. Dieser Sage nach war die Randow früher schiffbar. Mittels zweier, über den Fluss gespannter Ketten hielten die Raubritter vorbeifahrende Schiffe fest, raubten sie aus und töteten die Mannschaft. Trafen sie auf eine zahlenmäßig überlegene Schiffsbesatzung, wurden mittels einer am Flussufer befestigten Glocke weitere Raubritter zur Hilfe gerufen. Diese Glocke soll nach dem Tod des Anführers in den See gestürzt sein, noch heute auf dessen Grund liegen und stets am Johannistag um 12 Uhr mittags läuten (→ Siehe unten: Wikisource: Die Sage vom Leichensee).